# 수창청춘맨숀
수창청춘맨숀(Suchang Youth Mansion)은 대한민국의 대구광역시 중구 수창동에 위치한 문화시설이다. 규모는 부지 5,015㎡(1,517평), 연면적 1,788㎡ (540평, 3개동)가 있다.

## 연혁
- 1976년 ~ 1987년 전매청(現 KT&G) 연초제조창 직원 사택
- 1987년 ~ 1988년 한국전매공사(現 KT&G) 연초제조창 직원 사택
- 1988년 ~ 1996년 한국담배인삼공사(現 KT&G) 연초제조창 직원 사택
- 2016년 문화체육관광부의 도심 재생 사업에 선정 이후, 구 시설 개보수
- 2017년 12월 수창청춘맨숀 공식 개관.
- 2018년 11월 3일 정식 오픈.

## 시설

### A동
- 1층 - 아트북카페
- 2층 - 복합예술공간
- 3층 - 복합예술공간

### B동
- 1층 - 수창아카이브, 커뮤니티공간
- 2층 - 복합문화공간, 세미나실

### C동
- 1층 - 관리사무소
- 2층 - 시민휴게공간
- 3층 - LOOFTOP

## 같이 보기
- 대구예술발전소
- 대구광역시